# Condomínio fechado

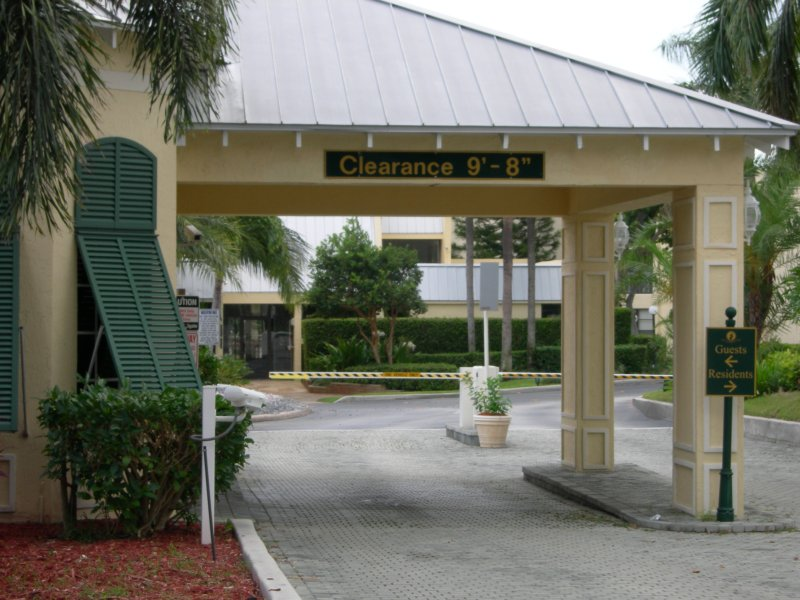
Entrada do condomínio fechado (Boca Bayou em Boca Raton, Flórida).

Os condomínios fechados são uma forma de desenvolvimento imobiliário ou de comunidades residenciais em que o acesso de pessoas e de veículos é restrito. São normalmente caracterizados por serem compostos de poucas ruas ou edifícios residenciais, murados e munidos de amenidades. Pequenos condomínios podem contar com apenas uma área comum para os seus moradores, em contraste com os grandes condomínios, que podem possuir uma infraestrutura tão complexa que faz com que seus moradores sejam independentes de contato externo. Esse tipo de estrutura é muito comum em países de baixo desenvolvimento humano e/ou que possuam um alto coeficiente Gini, já que fornecem às classes mais altas uma segurança palpável.
A noção de condomínio fechado às vezes se confunde com o sentido de comunidade, sendo normalmente tratados como sinônimos. Por sua vez, a noção de comunidade implica a ideia de que exista uma espécie de capital social entre os seus membros. Porém, os condomínios são uma forma de enclave regional, e, portanto, contribuem negativamente para a sociedade como um todo, dada a segregação e alienação social que promovem.
Os condomínios são guardados por um forte esquema de segurança mantido por firmas particulares de guarda, sendo essa estrutura de segurança seu maior atrativo em países com altos índices de violência urbana como o Brasil. Assim, são frequentes as comparações entre os condomínios e fortes militares. Já os críticos desse tipo de desenvolvimento comparam condomínios às prisões.

## Amenidades comuns
Condomínios possuem uma gama extensa de amenidades que podem ser oferecidas aos seus moradores. Essas amenidades, no entanto, dependem da composição demográfica, da localização e da estrutura da comunidade. 
Amenidades típicas incluem um ou mais dessas:
- Piscinas
- Quadras de tênis
- Quadras esportivas
- Academias
- Saunas
- Centros de jogos
- Salões de Festas
- Espaços gourmet
- Playgrounds
- Marinas
- Campos de Golfe

### Áreas de Acesso Restrito

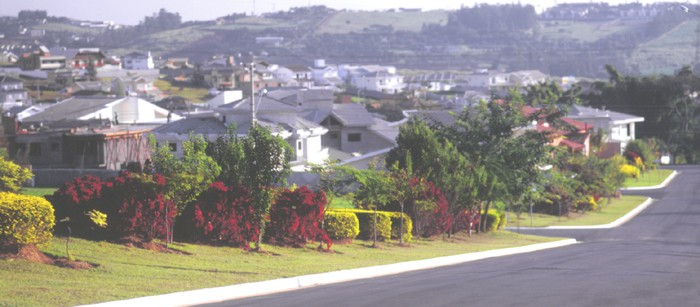
Rua do Alphaville Campinas em Campinas, SP.

Em alguns condomínios o acesso de pessoas de fora é restrito. Para entrar, a pessoa deve se registrar com seu número de identidade e deve possuir algum amigo de dentro da comunidade que autorize a sua entrada para os guardas no portão.
No Brasil, tais locais, em razão da lei 6.766/79 (Lei que regula o parcelamento do solo urbano), não perdem seu caráter público, sendo a iluminação das vias internas custeada pela municipalidade, que também não cobra o imposto territorial das vias internas e das áreas públicas tratadas, equivocadamente, como áreas comuns. Isto torna ilícito impedir a entrada de cidadãos nas vias internas ou impor-lhes exigências, como a apresentação de documento para ingressar na área murada.

## Vantagens

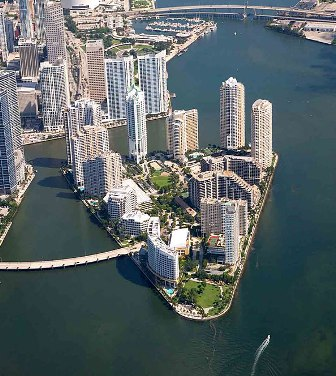
Ilha de Brickell Key em Miami.

Uma das vantagens da existência de condomínios fechados para a sociedade em geral é a redução da pressão sobre os sistemas locais de patrulha policial. Isso porque a existência de comunidades muradas, vigiadas por circuitos de TV internos e patrulhadas por forças de segurança particulares dispensa essa atuação. Esse processo pode ser chamado de uma privatização da segurança. A única atuação dos órgãos públicos de polícia é quando um criminoso é pego pelos serviços de câmeras ou pelas guardas privadas.
Não há, entretanto, em território brasileiro, algum impedimento para realização de patrulhamento interno por órgãos policiais, pois, ainda que rara tal prática, a proteção dos moradores e de seus bens não deixa de ser uma responsabilidade do Estado, por expressa determinação constitucional (Art. 144, caput), funcionando a portaria como uma estrutura complementar, mas nunca substituta da segurança pública.

## Críticas

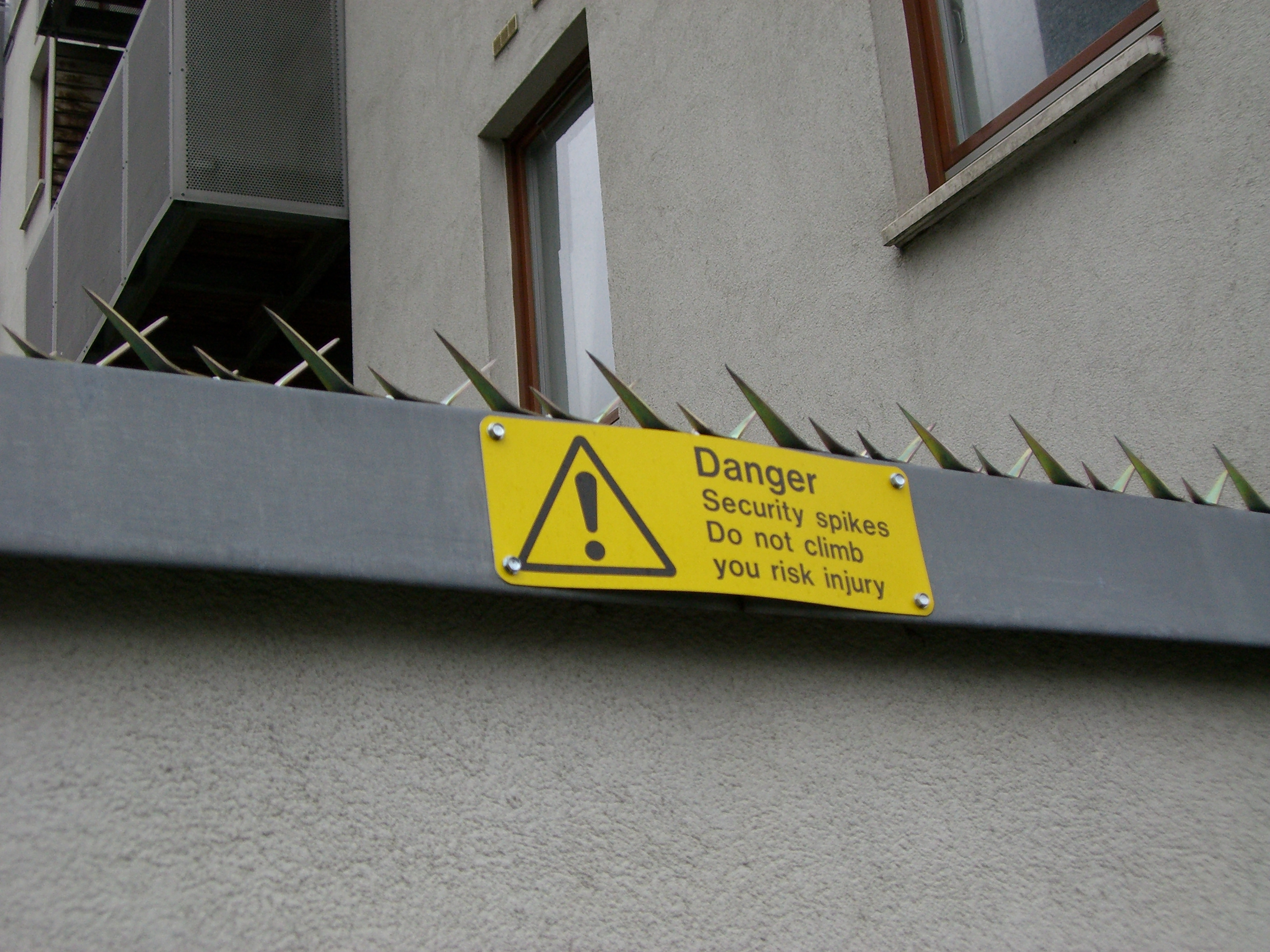
Cerca de espinhos para proteção de condomínio fechado, em Londres.

Toda a ideia da existência de condomínios gira em torno do pressuposto de todos aqueles que não moram no local representam um perigo em potencial, e, dessa forma, devem ser mantidos longe da comunidade local. Essa ideia vem sofrendo críticas de que nem todos aqueles que seriam mantidos longe da comunidade representam algum tipo de perigo ou ameaça real. Outra ideia é a de que o aumento no tráfego de pessoas aumentaria, ao invés de diminuir, a segurança dos moradores locais. Isso porque a presença de mais pessoas nas ruas, em parte, inibiria o comportamento criminoso e aumentaria as chances de denúncias de atividades suspeitas .
Uma crítica recorrente com relação aos condomínios é a da criação de comunidades completamente desconectadas da realidade da vida fora de seus muros. Como essas comunidades são, especialmente em países em desenvolvimento ou subdesenvolvidos, ilhas de tranquilidade social e prosperidade onde inexistem problemas de saneamento ou de infraestrutura, elas são acusadas de gerar uma atitude comodista em relação aos problemas além dos muros, além de refletir e fomentar divisões raciais e elitistas em tais países. Em suma, essas comunidades são vistas como uma medida paliativa usada pelas classes mais altas para se isolarem dos problemas de segurança ou de desigualdade social. Isso porque essas comunidades são muito homogêneas sob o critério de renda ou raça.
Outra crítica importante é a falta de sustentabilidade ecológica de tais lugares, já que usam espaços naturais causando desmatamento e promovendo o uso de carros e consumo de poluentes em excesso. Além disso, os condomínios fechados bloqueiam o tráfego local, causando engarrafamento e fazendo com que os veículos tenham que circundar o perímetro dos condomínios. Em algumas cidades, aglomerados de condomínios fechados adjacentes ocupam áreas extensas por onde carros e pedestres não podem circular, o que contribuiu ainda mais para o dano ecológico.
Existem estudos que acusam a sensação de segurança vivida por aqueles que habitam condomínios de ser apenas uma falsa sensação. Isso porque a taxa de crimes dentro desses condomínios não diferiria muito da taxa de criminalidade de fora destes.

## Modelos Comuns de Desenvolvimento de Condomínios
Os condomínios podem pautar suas propostas em quatro modelos principais:
- Prestígio: Condomínios construídos apenas para vender um espaço de status
- Estilos de Vida: Country Clubs e Para Aposentados
- Segurança: Condomínios construídos tendo como principal proposta da manutenção da segurança de seus moradores.
- Propósitos Especiais: Condomínios exclusivos para estrangeiros. (Exemplos: condomínios para trabalhadores ocidentais da indústria do petróleo na Arábia Saudita e cidades-fechadas para trabalhadores ocidentais na União Soviética).

## No Mundo

### Argentina

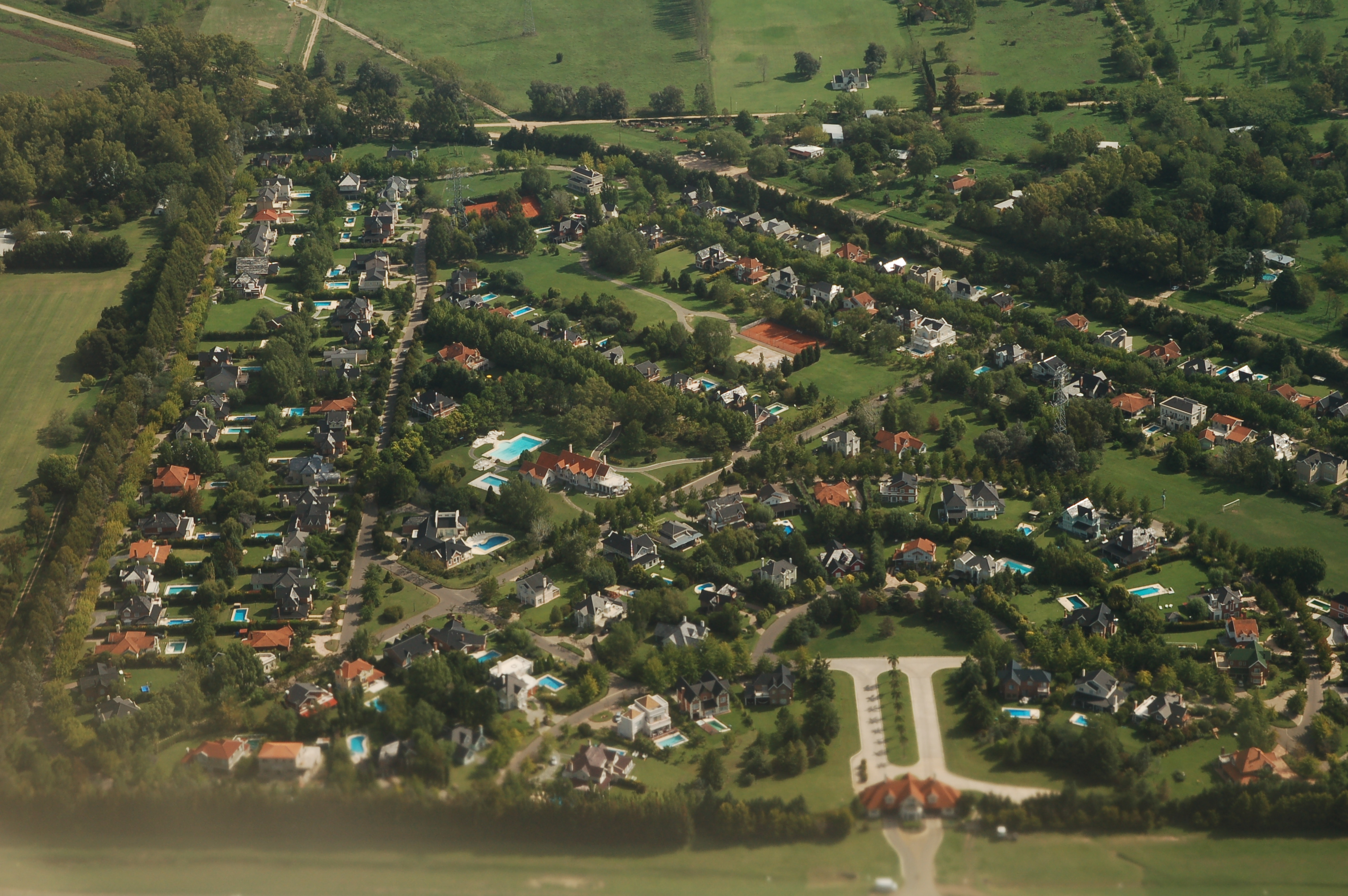
Vista aérea de um condomínio fechado na Argentina.

Condomínios são bastante comuns na Argentina, com destaque para aqueles que se situam na área metropolitana de Buenos Aires. Destacam-se, na capital argentina, os condomínios situados no condado de Pillar, à 60 km ao norte da cidade, e os situados em outras localidades suburbanas da cidade, como no bairro de Nordelta.
Apesar de o primeiro condomínio argentino, o Tortugas Country Club, ser datado das décadas de 30 e 40, o fenômeno de expansão do número de condomínios é muito mais recente, datando dos anos 90. Há uma relação entre esse crescimento no número de condomínios e as reformas neoliberalizantes ocorridas na mesma década.
Devido a Buenos Aires sempre haver sido considerada uma cidade bastante integrada socialmente, os condomínios têm sido objeto de inúmeros estudos por sociólogos. Os condomínios são uma forma bastante utilizada pelas classes médias e altas para lidar com a criminalidade crescente.

### Austrália
Condomínios fechados são relativamente raros na Austrália. A maior parte dos poucos que foram construídos no país data da década de 80. O mais conhecido desses foi construído em Hope Island, em Queensland. Muitos dos condomínios australianos contam com campos de golfe particulares.

### Brasil
Justamente como a Argentina, o Brasil possui vários condomínios. São especialmente comuns nos arredores das grandes cidades brasileiras e, em especial, nas áreas metropolitanas de São Paulo, Rio de Janeiro e Curitiba. Por exemplo, um dos subúrbios de São Paulo, Tamboré, possui até 6 condomínios, conhecidos como Tamboré 1, 2, 3, 4, 5 e 6. O surgimento dos condomínios como uma alternativa para as classes médias e as mais altas se popularizou na década de 70, quando foi lançado o primeiro projeto de condomínio em grande escala, o Alphaville de Barueri; porém, já existiam condomínios fechados desde a década de 50, como a Vila do IAPI, em Porto Alegre, cuja construção em formato de condomínio foi concluída em 1954.
O processo de construção de condomínios no Brasil assemelha-se com o processo de suburbanização ocorrido nos Estados Unidos nas décadas de 60, 70 e 80. Foi durante os anos 70 que o Brasil enfrentou um aumento significativo na sua frota de automóveis particulares, êxodo rural, degradação das regiões centrais de grandes centros urbanos, expansão urbana acelerada e um aumento da pobreza e das taxas de criminalidade nas cidades.
Contudo, a precarização das condições de habitação da população em geral advém da inexistente preocupação das autoridades públicas com o planejamento e crescimento das cidades. Até os dias atuais os governos têm sido incapazes de promover crescimento ordenado das cidades. A favelização, por exemplo, é um fenômeno que remonta do início do século passado, fruto do descaso do poder público para com as classes menos favorecidas da população, dentre eles ex-escravos, e depois imigrantes vindos para trabalhar nas lavouras.

### Canadá
O Canadá possui leis de zoneamento que proíbem o cercamento de áreas habitadas. Isso porque o governo canadense acredita que áreas cercadas impediriam ou atrasariam o acesso de ambulâncias em situações de emergência. Apesar disso o que ocorre no Canadá é o desenvolvimento de loteamentos que possuem todas as amenidades de um condomínio fechado comum. Muitos desses loteamentos possuem apenas um portão simbólico, que servem apenas para propósitos decorativos e para dar uma impressão de exclusividade a comunidade.

### China
A China vem enfrentando nos últimos anos um verdadeiro boom no número de novos condomínios fechados. Isso é especialmente comum em Pequim. 
Assim como em outros lugares do mundo, os condomínios fechados construídos focam o mercado de luxo das classes mais altas. Normalmente os moradores desses condomínios são estrangeiros que trabalham em empresas multinacionais. Em função do grande número de estrangeiros em condomínios chineses, empresas internacionais priorizam localidades próximas a estes empreendimentos.

### Filipinas

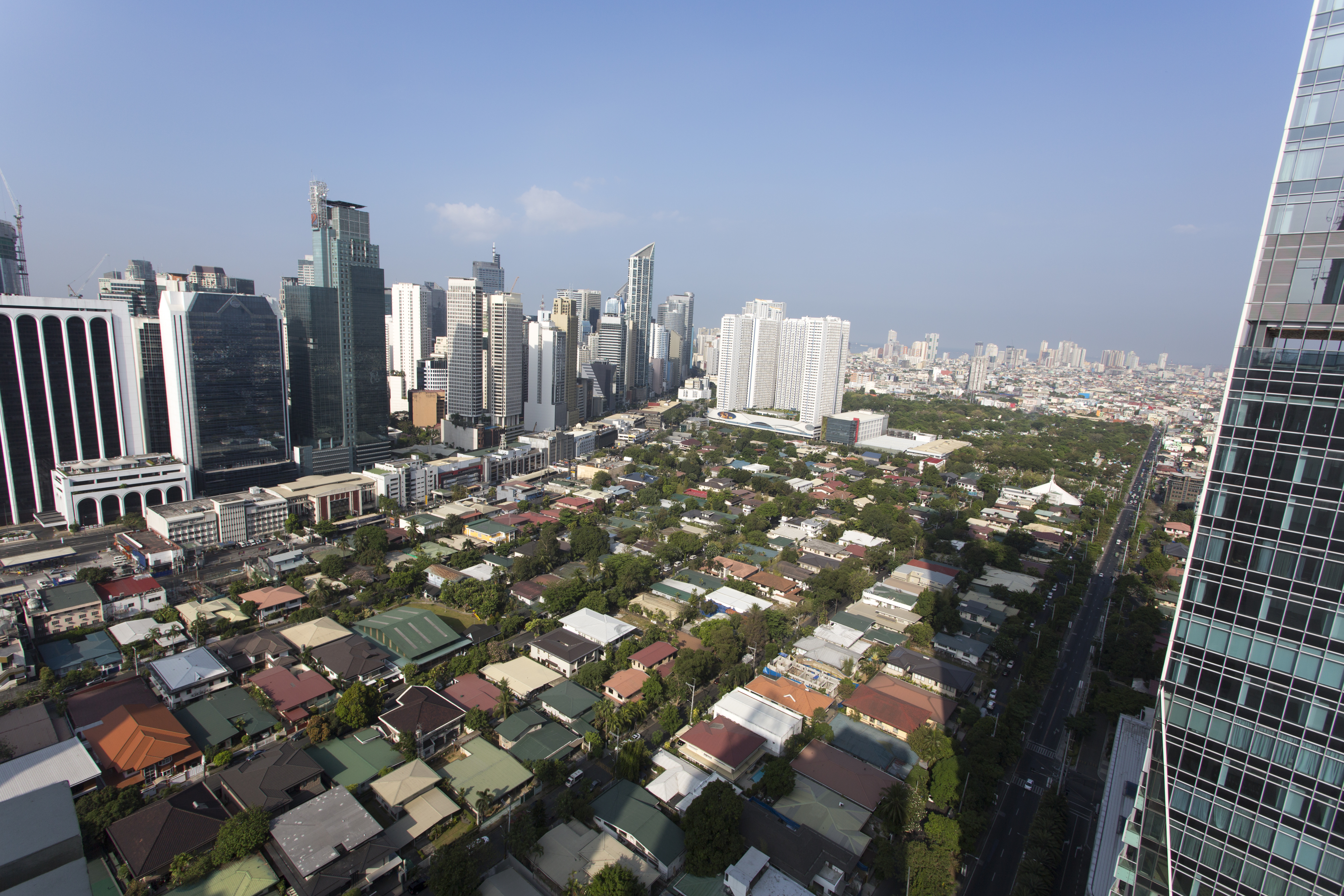
Condomínio fechado nas Filipinas.

As Filipinas possuem um grande número de condomínios fechados ou de loteamentos, como são localmente chamados.
- Forbes Park, na cidade de Makati, na área metropolitana de Manila. Nesse condomínio de classe alta vivem os mais ricos e famosos nas Filipinas.
- Villa Verde, na cidade de Pasig, na área metropolitana de Manila. Um complexo de seis condomínios de alto padrão.

### Tailândia
O desenvolvimento residencial fechado mais famoso do país é o Nichada Thani, construído em torno da Escola Internacional de Bangkok.

### México
Os condomínios fechados mexicanos são o resultado da grande disparidade na distribuição de renda no país. São normalmente encontrados nas maiores cidades do país, como a Cidade do México, Guadalajara e Monterrey.

### Portugal
A construção de condomínios fechados em Portugal tem crescido bastante nos últimos 15 anos. No norte do país, destaca-se o condomínio fechado do Paço da Boa Nova.